# Anthochlamys afghanica
Anthochlamys afghanica är en amarantväxtart som beskrevs av Dieter Podlech. Anthochlamys afghanica ingår i släktet Anthochlamys och familjen amarantväxter. Inga underarter finns listade i Catalogue of Life.